# Goran Dragić

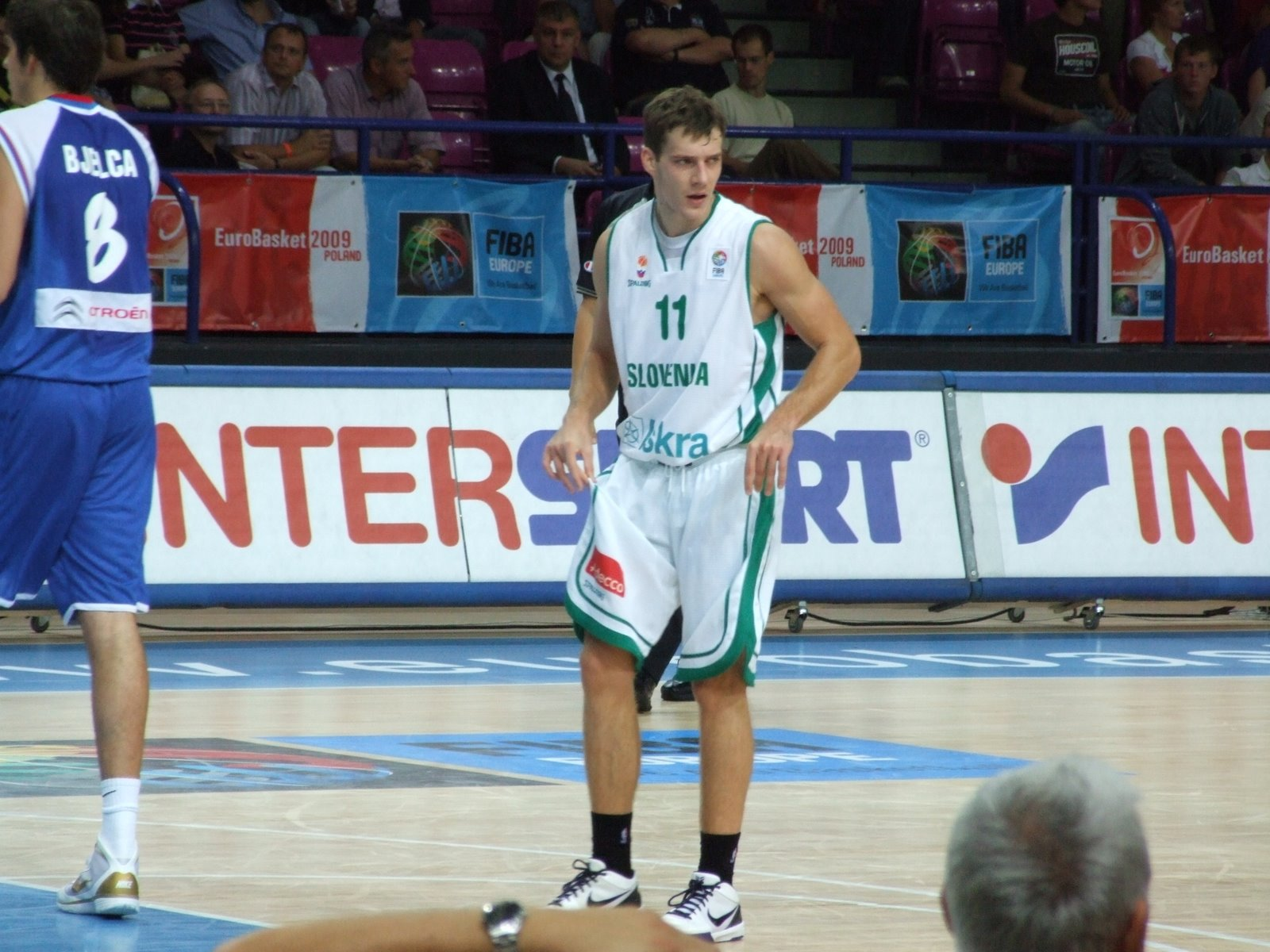
Goran Dragić

Goran Dragić (* 6. května 1986 Lublaň, Jugoslávie) je slovinský profesionální basketbalista. V současnosti hraje za tým Brooklyn Nets v nejslavnější lize světa NBA. Je členem slovinského národního týmu. Může hrát na pozicích 1 a 2. Platí za jednoho z nejšikovnějších hráčů současnosti.

## Mládí a počátky kariéry
Goran se do "velkého" basketu prosadil v roce 2003, kdy nastoupil poprvé v nejvyšší slovinské soutěži. Prvním jeho významnějším krokem bylo angažmá ve španělské ACB v týmu CB Murcia a to v sezoně 2006/2007. Na tu další se vrátil do rodného Slovinska a oblékal dres nejlepšího týmu - Olimpije Ljublaň, účastníka Euroligy. V roce 2008 pak s tímto týmem získal titul mistra domácí ligy a odešel na draft do NBA.

## NBA
Draftován byl v roce 2008 jako 45. celkově ve 2. kole týmem San Antonio Spurs, které jeho práva ihned odeslalo do Arizony, do celku Phoenix Suns. Dragić tak oficiálně 22. září 2008 podepsal smlouvu se Suns. V jejich dresu zaznamenal své dosavadní maximum kariéry - 32 bodů proti Utahu Jazz. Stal se back-upem za prvního rozehrávače týmu, Kanaďana Steva Nashe a v týmu se potkal s dalšími superhvězdami jako byli Grant Hill anebo později Shaquille O'Neal. Přesto byl nakonec 24. února 2011 vyměněn na konci přestupního období do Houstonu Rockets. V jejich dresu zaznamenal první triple-double v kariéře, a sice proti Minnesotě Timberwolves (11 bodů,11 doskoků a 11 asistencí). Během stávky NBA v roce 2011 podepsal ve Španělsku s týmem Saski Baskonia (dříve TAU Cerámica). Odehrál za něj několik zápasů a než stávka skončila,měl se stát částí obrovského trejdu několika týmů okolo hvězd Chrise Paula a Paua Gasola, ovšem komisař NBA David Stern tento trejd anuloval. Dragić se tak vrátil do Houstonu,kde využil zranění Kylea Loweryho a stal se prvním rozehrávačem, načež získal titul hráč týdne v Západní konferenci NBA. V roce 2012 se stal volným hráčem a 19. července téhož roku podepsal smlouvu na 4 roky za 30 mil.dolarů ze Suns a vrátil se zpět do bývalého působiště. Postupně se vypracoval na post hráče základní sestavy a důležitého článku Suns, zejména po odchodu Nashe do Lakers. Vyhrál soutěž Skills Challenge při populárním All-Star víkendu NBA. Krom toho také s průměrem více než 5 asistencí na zápas po celou sezonu patřil do klubu hráčů jako Larry Bird nebo LeBron James,jenž to dokázali před ním. Vše vyvrcholilo po sezoně 2013/2014, kdy získal trofej NBA Most Improved Player, což je cena pro hráče s největším zlepšením během sezóny. Nakonec byl 4. června 2014 jmenován do 3. pětky NBA spolu s Damianem Lillardem, LaMarcusem Aldridgem, Paulem Georgem a Alem Jeffersonem.

## Národní tým
Je mistrem Evropy do 20 let z roku 2004. Hrál za seniorskou reprezentaci na MS 2006 v Japonsku, MS 2010 v Turecku a MS 2014 ve Španělsku. Kromě toho hrál také na ME 2007,ME 2009 i ME 2013 doma ve Slovinsku, kde se dostal do All-Star Teamu turnaje i přesto,že domácí vypadli ve čtvrtfinále s pozdějšími šampiony z Francie. V národním týmu má vůdčí úlohu a od roku 2009 se v něm setkává se svým bratrem Zoranem. Na světovém poháru ve Španělsku patřil mezi nejlepší střelce a nahrávače turnaje. V zápase proti USA byl jediný hráčem Slovinska z NBA v týmu.

## Mimo basketbal
Je synem slovinské matky a srbského otce. V mládí se věnoval fotbalu. Jeho mladší bratr Zoran také hraje profesionálně basketbal. Goran ovládá 4 jazyky - slovinštinu, srbštinu, španělštinu a angličtinu. Jako mladík obdivoval Michaela Jordana a Allena Iversona. V srpnu 2013 se oženil se svou přítelkyní Majou a v listopadu 2013 se jim narodil první syn Mateo Dragić.